# Epiclytus bicornutus
Epiclytus bicornutus là một loài bọ cánh cứng trong họ Cerambycidae.